# 미세레레 광장

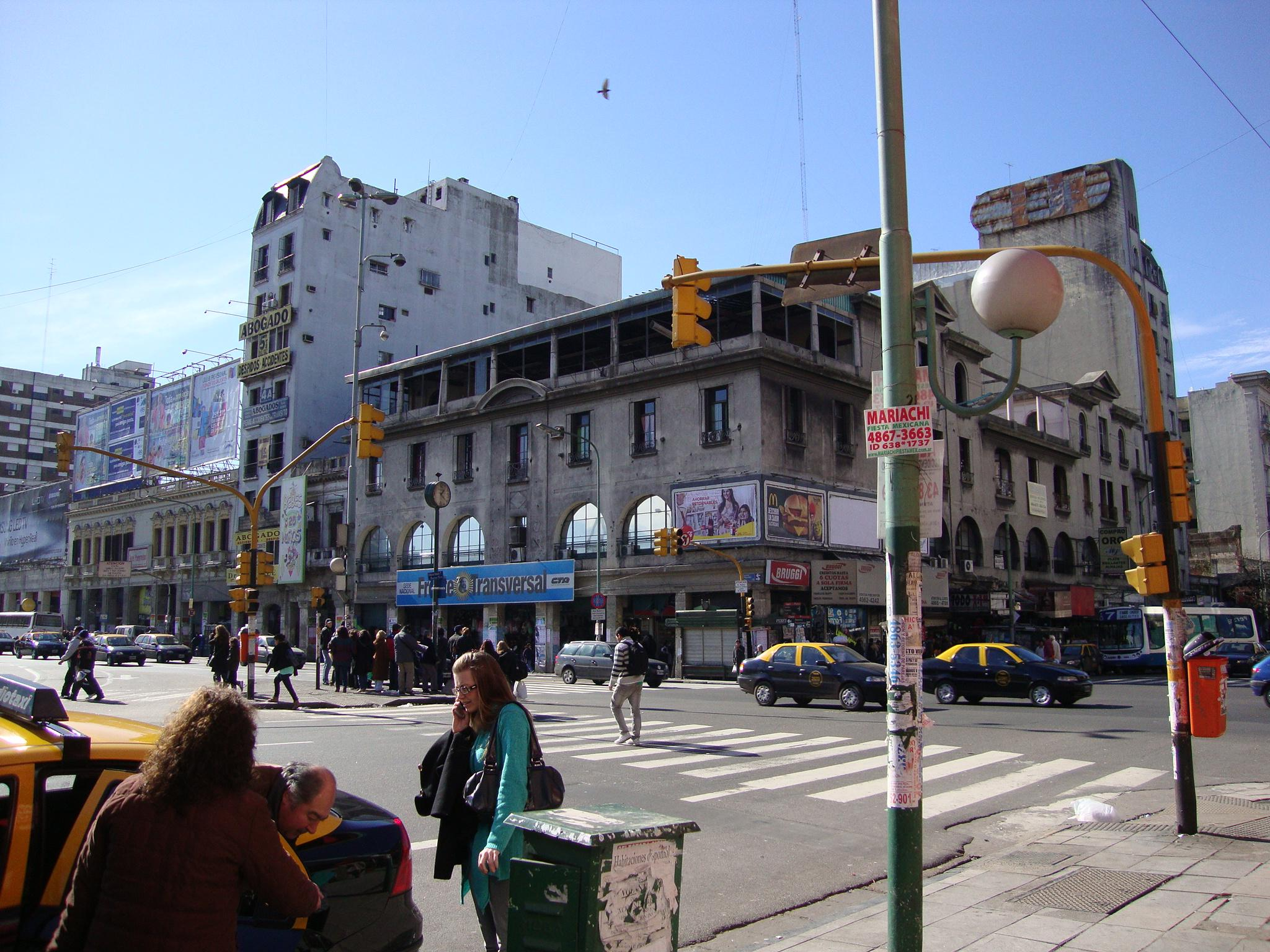
미세레레 광장

미세레레 광장(스페인어: Plaza Miserere)은 아르헨티나 부에노스아이레스 발바네라에 위치한 광장이다.